# Парраматта (стадион)
«Парраматта Стэдиум» (англ. Parramatta Stadium) — бывший многоцелевой стадион в городе Парраматта, штат Новый Южный Уэльс, Австралия. Являлся домашней ареной для команды по регбилиг «Парраматта Илс», выступающей в Национальной регбийной лиге, и футбольного клуба «Уэстерн Сидней Уондерерс», выступающего в Эй-лиге. Располагался в самом центре пригорода Сиднея на реке Парраматта. Вмещал 21 487 зрителей. Был построен в 1985 году. Был открыт 5 марта 1986 года королевой Елизаветой II. Был реконструирован в 2002—2003 годах. На момент начала реконструкции вмещал около 27 000 человек. Был закрыт и разрушен в 2016 году. В 2019 году на его месте был построен «Уэстерн Сидней Стэдиум».